# Svetište Gospe Stupske
Svetište Gospe Stupske, marijansko svetište na Stupu, dijelu Sarajeva tradicionalno naseljeno Hrvatima katolicima.

## Povijest
Tradicija kršćanstva i hodočašćenja u ovom dijelu Bosne ima dugu tradiciju. Sarajevsko polje imalo je više crkava. U rimskim vremenima na mjestu Azića bila je crkva. 
Primjetno je svojevrsno koncentriranje posjeda Bosanske biskupije od početka 13. stoljeća na prostoru župe Vrhbosna. U vrelima je nekoliko lokacija s kasnoantičkim utvrđenjima i crkvama: Gornji Kotorac, Ljubunići, Gradac kod Hadžića, Vruci (izvor Bosne s crkvom sv. Stjepana). U Rakovici, Hrasnici, Tilavi, Vojkovićima (Istočno Sarajevo) pronađeni su tragovi crkava. Mnogi toponimi u prigradskim naseljima i selima svjedoče tradiciju o starim crkvama. Temeljem povelje izdane 1244. izvodi se zaključak da je riječ o crkvama raspoređenim po župama koje bi trebale činiti jedan današnji dekanat ili omanju biskupiju sa središtem na lokaciji Brdo u župi Vrhbosna („Burdo in svpa Vrhbozna“). 1374. je papa papa Grgur XI. u jednom spisu spomenuo katedralu sv. Petra i Pavla u Vrhbosni.
U Vrutcima kod vrela Bosne bila je crkva sv. Stjepana u 13. stoljeću, a u 13. i 14. stoljeću u Blažuju je bila i dominikanska bogomolja. U Sarajevu prvu Gospinu crkvu nalazimo na području tadašnjeg Latinluka, no izgorjela je 1697. godine. Oko 1710. u Sarajevskom Polju uspostavljena je pastva uz Gospinu kapelicu. Otad Gospino svetište na Stupu ima dugu tradiciju u svezi upravo uz tu crkvicu.
Od 1891. gradila se nova kamena crkva prema projektu Josipa Vancaša, dovršena je 1892. godine, a blagoslovio ju je 15. kolovoza u čast Pomoćnici kršćana kanonik dr. Anton Jeglič. Nova zavjetna slika zavjetna slika Pomoćnice kršćana donesena je 1893. godine.
Gospu Stupsku katolici su hodočastili Gospi stupskoj, što je poticalo i crkveno vodstvo. Iz središta Katoličke Crkve 1910. godine udijelili su udijelio povlasticu potpunog oprosta i time proglasio Gospino svetište. Broj hodočasnika i vjernički život rastao je iz godine u godinu. Za blagdane Velike i Male Gospe posebice su vjernici dolazili u velikom broju. Štovanje Majke Božje sljedećih je desetljeća na Stupu toliko naraslo da su stupski župnici u razdoblju od 1892. do 1945. o svetkovini Velike Gospe naručivali posebne vlakove za hodočasnike iz Zenice, Konjica i šireg sarajevskog područja. Oba nadbiskupa, i Stadler i Šarić vrlo su držali do Gospe Stupske. Nastojali su ovdje napraviti glavno marijansko proštenište u Vrhbosanskoj nadbiskupiji. 1932. godine u ovom je svetištu održan euharistijski kongres. Biskupska konferencija je zamislila i odobrila da je na Stupu je 15. kolovoza 1940. bila otvorena i proslavljena 1300. obljetnice kršćanstva u Hrvata. Strahoviti rat prekinuo je slavlje. Sve se završilo tek Nacionalnim euharistijskim kongresom 1984. u Mariji Bistrici. Te je godine obnovljena slika Majke dobrog savjeta iz kapelice. 1984. godine održan je po drugi put euharistijski kongres na Stupu.
Do pred Drugi svjetski rat svetište je za dan patronaznalo posjetiti i 20 000 vjernika. Do 1945. godine vjernici su pješice svake godine iz sarajevske katedrale u procesiji dolazili do Stupa. Putem su im se uvijek pridruživali i vjernici drugih sarajevskih župa. 1945. godine bio je posljednji takav mimohod. to je bio svojevrsni mirni prosvjed komunističkoj vlasti. No već sutra zločinački jugoslavenski komunistički režim uhitio je mnoge vjernike, uključujući i dekana Dragutina Čelika, poslije banjolučkog biskupa.
Romi vjernici posebnost su stupskog svetišta. Obično hodočaste na svetkovinu Velike Gospe u popodnevnim satima. Isto tako žene koje su se udale te godine i djevojke koje su se namjeravale udati tijekom godine dolaze moliti za sretno majčinstvo.
U velikosrpskoj agresiji na BiH pretrpjelo je velika oštećenja. Svibnja 1992. srpske snage pogodile su ga zapaljivim granatama. Pritom je dobrano izgorjelo.  Srećom slika Gospe Stupske sačuvana je. Nalazila se u podrumu župne kuće. Od 1995. je godine obnavljalo se župu i svetište. Obnova je bila ponajviše zahvaljujući donaciji pape sv. Ivana Pavla II. od 50 000 dolara, dok osim zalaganja dobrih ljudi koji su pokazali dobru volju, drugih vrednijih donacija nije bilo.
Danas je broj hodočasnika znatno manji nego nekad, no usprkossvemu i dalje nekoliko tisuća vjernika svake godine redovno hodočasti na Veliku Gospu.

## Zavjetna slika
Napravljena je prema narudžbi župljana. Radi veće vjerodostojnosti ostvarenja svoje želje za slikom, skupina vjernika otišla je k umjetnici u Graz u narodnom nošnjama. K tome su joj dostavili fotografije s popisom boja i veziva. Zavjetnu sliku Pomoćnice kršćana darovala je bečka umjetnica Gabriela Windischgratz. U župu je slika donijeta 1893. godine.  Na velikoj oltarnoj pali je lik Blažene Djevice Marije koja sjedi na oblacima, desnom rukom pridržavajući Dijete Isusa u krilu, a u lijevoj joj je žezlo. Okružuju ju anđeli, a okolni vjernici bosanski mole i uzdižu svoj pogled prama Majci Božjoj.
Konzervacija-restauracija slike zajedno s oltarom bila je 1983. godine. Restaurirana je u Zagrebu i potom prenijeta je u Gospino svetište u Remetama. Ondje su po nju nju došli hodočasnici iz Sarajeva te s njom produžili u Mariju Bistricu. Poslije toga su skupa s ondašnjim nadbiskupom Markom Jozinovićem vratili zavjetnu sliku na Stup. Uoči blagdana Velike Gospe iste godine, 14. kolovoza je na Stupu kardinal Franjo Kuharić u nazočnosti mnoštva vjernika svečano okrunio svete likove Isusa i Marije zlatnim krunama. To je bilo prvi puta u povijesti da je jedan kardinal stupio na tlo Bosne i Hercegovine.